# Continente (Film)
Continente ist ein Horror-Drama von Davi Pretto. Der Film, eine Koproduktion von Argentinien, Brasilien und Frankreich, mit Olivia Torres, Ana Flavia Cavalcanti und Corentin Fila in den Hauptrollen feierte Anfang Juli 2024 beim Filmfest München seine Premiere. Ende Oktober 2024 kam Continente in die brasilianischen Kinos.

## Handlung
Nach mehr als zehn Jahren im Ausland kehrt Amanda mit ihrem Freund Martin zurück zur Farm ihrer Familie in einem Dorf im Süden Brasiliens. Dort liegt ihr Vater, der Farmbesitzer, im Sterben. Er befindet sich im Koma. Amanda soll sein Erbe antreten. Helô, die einzige Ärztin der Gegend, kümmert sich um die Arbeiter.

## Produktion

### Regie und Drehbuch
Regie führte Davi Pretto. Es handelt sich bei Continente um die dritte Regiearbeit des Brasilianers bei einem Spielfilm nach Castanha und Rifle. Beide Filme wurden bei den Internationalen Filmfestspielen in Berlin gezeigt. Sie changieren beide zwischen dokumentarischem und fiktionalem Kino und binden dabei verschiedene andere Genres ein. Im Zentrum von Castanha steht der Schauspieler und Travestie-Künstler João Carlos Castanha. Rifle vereint Elemente von Road Movie, Western und Thriller. Auch in diesem Film geht es um einen Konflikt mit einem brasilianischen Großgrundbesitzer. Ein junger, ehemaliger Soldat soll im Bundesstaat Rio Grande do Sul das Anwesen eines Kleinstbauern vor diesem schützen. Pretto stammt selbst aus Rio Grande do Sul, wurde in Porto Alegre geboren und studierte dort Film an der Pontifícia Universidade Católica.
Gemeinsam mit Igor Verde und Paola Wink schrieb Pretto auch das Drehbuch für Continente. Neben Jessica Luz fungierte Wink, wie schon bei Castanha und Rifle, auch als Produzentin des Films.

### Besetzung und Dreharbeiten

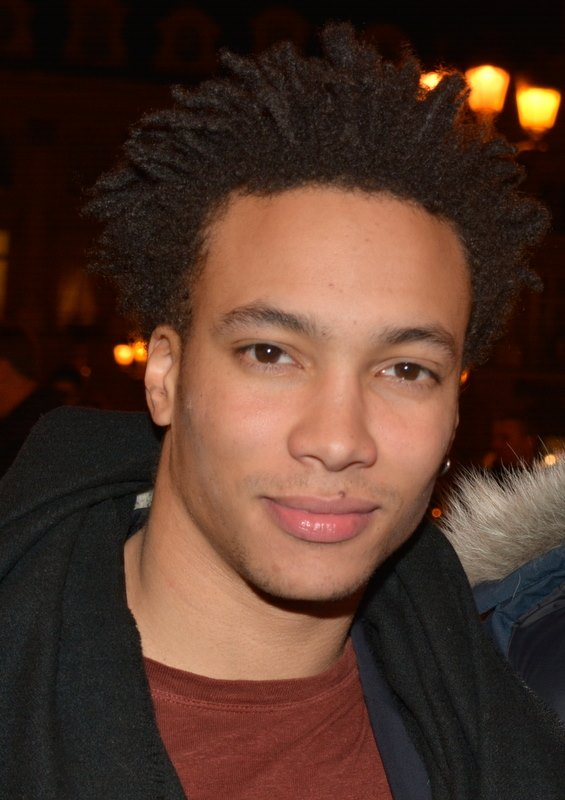
Corentin Fila spielt Martin

Die Brasilianerin Olivia Torres spielt Amanda und der Franzose Corentin Fila, bekannt für seine Rolle in André Téchinés Filmdrama Mit Siebzehn, ihren Freund Martin. Die Brasilianerin Ana Flavia Cavalcanti ist in der Rolle der Ärztin Helô zu sehen. Sie spielte zuletzt in Marcelo Caetanos Filmdrama Baby. Weiter auf der Besetzungsliste finden sich Breno de Filippo, Silvia Duarte und Marcio Reolon.
Kamerafrau Luciana Baseggio war zuletzt für die Filmdramen Fogaréu von Flávia Neves und A Estação von Cristina Maure und den Dokumentarfilm Geografia Afetiva von Mari Moraga tätig.

### Filmmusik, Marketing und Veröffentlichung
Die Filmmusik komponierten Rita Zart, Bruno Vargas und Carlos Ferreira. Zart war zuletzt für das Filmdrama Cidade; Campo tätig.
Die Premiere des Films fand am 4. Juli 2024 beim Filmfest München statt. Kurz zuvor wurde der erste Trailer vorgestellt. Im Oktober 2024 wurde Continente beim Sitges Film Festival und beim Rio de Janeiro International Film Festival gezeigt. Ab Ende Oktober 2024 sind Vorstellungen beim São Paulo International Film Festival geplant. Am 31. Oktober 2024 kam der Film in die brasilianischen Kinos.

## Auszeichnungen
Festival do Rio 2024
- Auszeichnung für die Beste Regie in der Sektion Novos Rumos (Davi Pretto)[10]

Filmfest München 2024
- Nominierung im Wettbewerb CineRebels

Sitges Film Festival 2024
- Nominierung im Official Fantàstic Competition (Davi Pretto)